# Tore Supra
TORE SUPRA — один із найбільших у світі експериментальних термоядерних реакторів типу токамак. Реактор розташований в центрі ядерних досліджень «CEA-Cadarache» Комісаріату з Атомної Енергетики Франції. TORE SUPRA працює з 1988 року і спеціалізується на вивченні фізичних та технологічних особливостей, пов'язаних із тривалими розрядами плазми.
TORE SUPRA — це єдиний із найбільших токамаків, оснащений надпровідними тороїдальними магнітами, що дає змогу створювати сильне постійне тороїдальне магнітне поле. Іншою особливістю токамаку є його активно охолоджувана перша стінка.

## Технічні характеристики
| Характеристика                                    | Значення |
| Зовнішній радіус плазми                           | 2,25 м   |
| Внутрішній радіус плазми                          | 0,370 м  |
| Діаметр                                           | 11,5 м   |
| Висота                                            | 7,2 м    |
| Тороїдальне магнітне поле                         | 4,5 Тл   |
| Максимальне магнітне поле на провіднику           | 9,0 Тл   |
| Загальна вага вакуумної камери і теплових екранів | 50 т     |
| Вага надпровідника                                | ~ 45 т   |
| Загальна вага магніту                             | ~ 160 т  |
| Струм плазми                                      | 1,7 МА   |
| Загальна енергія магніту                          | 600 МДж  |
| Тривалість імпульсу                               | 1000 сек |
| ------------------------------------------------- | -------- |

## Основні досягнення
Дослідницький реактор Tore Supra працює з 1988 року і за цей час здійснив більше ніж 20 000 розрядів плазми. Серед основних досягнень Tore Supra слід відзначити:
- Практично безперервна робота надпровідного магніту з 1988 року, що вже є значним технологічним досягненням і значним кроком вперед в програмі керованого термоядерного синтезу та інших галузях.
- Тривале утримання плазми (рекордна тривалість плазми 6 хв 30 сек була досягнута 04.12.2003).
- Застосування технологій в конструкції компонентів першої стінки, здатних витримувати теплові потоки в декілька MW/mI.